# فالديمار دي بريتو
فالديمار دي بريتو (17 مايو 1913 - 21 فبراير 1979) لاعب كرة قدم برازيلي راحل كان يجيد اللعب في خط الهجوم.
لعب طوال مسيرته الرياضية في أندية سيريو (1927) إنديبيندينسيا (1928) سيريو (1929-1932) ساو باولو (1933-1934) بوتافوغو (1934) سان لورينزو (1935-1936) فلامينغو (1937-1939) سان لورينزو (1939-1940) ساو باولو (1941-1942) فلومينينسي (1943) بورتوغيزا (1944) بالميراس (1945-1946).
مثل منتخب البرازيل في مباراتين مسجلا هدف واحد (1934). شارك مع منتخب البرازيل في بطولة كأس العالم 1934 في إيطاليا حيث خرج من الدور الثمن النهائي.

## وصلات خارجية
- فالديمار دي بريتو على موقع ناشيونال فوتبول تيمز (الإنجليزية)
- فالديمار دي بريتو على موقع Soccerway.com (الإنجليزية)
- فالديمار دي بريتو على موقع عالم كرة القدم.نت (الإنجليزية)

- سيرة ذاتية